# Meridià 176 a l'est
El meridià 176 a l'est del meridià de Greenwich és una línia de longitud que s'estén des del pol Nord a través del Oceà Àrtic, Àsia, l'oceà Pacífic, Nova Zelanda, l'oceà Antàrtic, i l'Antàrtida fins al pol Sud.
El meridià 176 a l'est es forma un cercle màxim amb el meridià 4 a l'oest.Com tots els altres meridians, la seva longitud correspon a una semicircumferència terrestre, uns 20.003,932 km. Al nivell de l'Equador, és a una distància del meridià de Greenwich de 19.592 km.

## De Pol a Pol
A partir del pol Nord i direcció sud cap al pol Sud, el meridià 176 d'aquest passa per:
| Coordenades                               | País, territori o mar      | Notes |
| ----------------------------------------- | -------------------------- | --- |
| 90° 0′ N, 175° 0′ E / 90.000°N,175.000°E  | Oceà Àrtic                 | |
| 72° 29′ N, 176° 0′ E / 72.483°N,176.000°E | Mar de la Sibèria Oriental | |
| 69° 52′ N, 176° 0′ E / 69.867°N,176.000°E | Rússia                     | Districte autònom de Txukotka |
| 62° 15′ N, 176° 0′ E / 62.250°N,176.000°E | Mar de Bering              | Passant just a l'est de l'Illa Buldir, Alaska, Estats Units (a 52° 21′ N, 175° 58′ E / 52.350°N,175.967°E)                                                                                  |
| 52° 20′ N, 176° 0′ E / 52.333°N,176.000°E | Oceà Pacífic               | |
| 1° 20′ S, 176° 0′ E / 1.333°S,176.000°E   | Kiribati                   | Illa de Beru |
| 1° 22′ S, 176° 0′ E / 1.367°S,176.000°E   | Oceà Pacífic               | Passant just a l'est de l'illa de Tamana, Kiribati (a 2° 31′ S, 175° 59′ E / 2.517°S,175.983°E) · Passant a l'oest de l'illa de Nanumea, Tuvalu (a 5° 39′ S, 176° 4′ E / 5.650°S,176.067°E) |
| 37° 29′ S, 176° 0′ E / 37.483°S,176.000°E | Nova Zelanda               | Illa de Matakana i l'Illa del Nord — passant pel llac més gran del país, Llac Taupo (a 38° 45′ S, 176° 0′ E / 38.750°S,176.000°E)                                                           |
| 41° 10′ S, 176° 0′ E / 41.167°S,176.000°E | Oceà Pacífic               | |
| 60° 0′ S, 176° 0′ E / 60.000°S,176.000°E  | Oceà Antàrtic              | |
| 77° 43′ S, 176° 0′ E / 77.717°S,176.000°E | Antàrtida                  | Dependència de Ross — reclamat per Nova Zelanda |